# Réseau routier du Gers
Cet article présente l'histoire, les caractéristiques et les événements significatifs ayant marqué le réseau routier du département du Gers en France.
Au 31 décembre 2017, la longueur totale du réseau routier du département du Gers est de 11 024 kilomètres, se répartissant en zéro kilomètre d'autoroute, 237 kilomètres de routes nationales, 3 558 kilomètres de routes départementales et 7 229 kilomètres de voies communales.

## Histoire

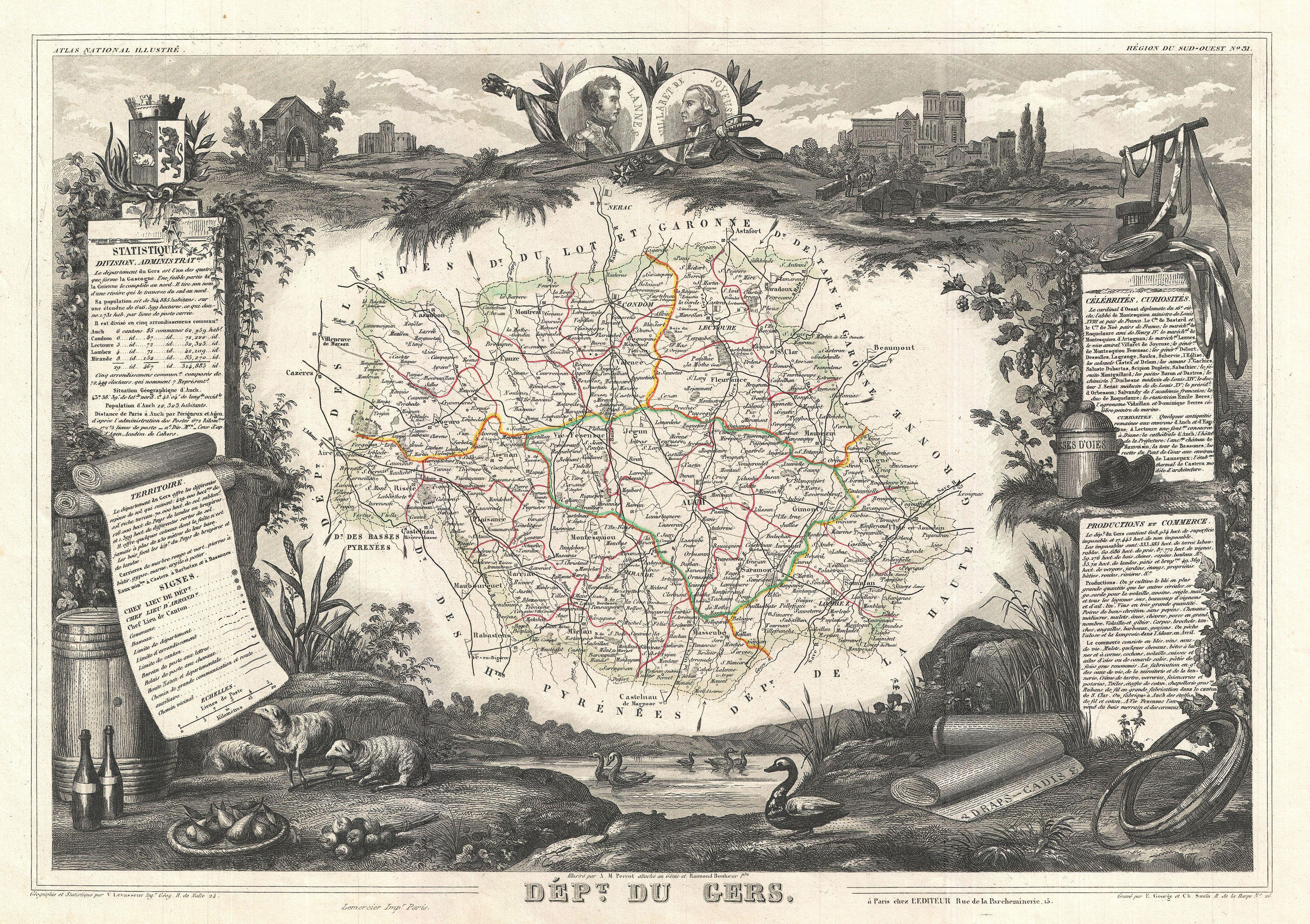
Carte Levasseur du département du Gers (1852)

### XVIIIesiècle
De 1750 à 1784, l’ensemble du réseau routier est pour la première fois cartographié à grande échelle (au 86400e) et de manière complète par Cassini de Thury, à la demande de Louis XV. Ces cartes sont d’une grande richesse toponymique, mais d’une grande pauvreté quant à la figuration du relief et de l’altimétrie. De même les chemins secondaires sont rarement représentés, du fait d’une part de leur état médiocre, d’autre part de leur faible importance économique.

### XIXesiècle
L’Atlas national illustré réalisé par Victor Levasseur est un précieux témoignage du XIXe siècle, les cartes coloriées à la main sont entourées de gravures indiquant statistiques, notes historiques et illustrations caractéristiques des départements. Sur ces cartes sont représentées les routes, voies ferrées et voies d'eau. Par ailleurs, les départements sont divisés en arrondissements, cantons et communes.

### XXesiècle

#### Réforme de 1930
Devant l'état très dégradé du réseau routier au lendemain de la Première Guerre mondiale et l'explosion de l'industrie automobile, l'État, constatant l'incapacité des collectivités territoriales à remettre en état le réseau routier pour répondre aux attentes des usagers, décide d'en prendre en charge une partie. L'article 146 de la loi de finances du 16 avril 1930 prévoit ainsi le classement d'une longueur de l'ordre de 40 000 kilomètres de routes départementales dans le domaine public routier national.
En ce qui concerne le département du Gers, ce classement devient effectif à la suite du décret du 31 décembre 1931.

#### Réforme de 1972
En 1972, un mouvement inverse est décidé par l'État. La loi de finances du 29 décembre 1971 prévoit le transfert dans la voirie départementale de près de 53 000 kilomètres de routes nationales. Le but poursuivi est :
- d'obtenir une meilleure responsabilité entre l'État et les collectivités locales en fonction de l'intérêt économique des différents réseaux,
- de permettre à l'État de concentrer ses efforts sur les principales liaisons d'intérêt national,
- d'accroître les responsabilités des assemblées départementales dans le sens de la décentralisation souhaitée par le gouvernement,
- d'assurer une meilleure gestion et une meilleure programmation de l'ensemble des voies.

Le transfert s'est opéré par vagues et par l'intermédiaire de plusieurs décrets publiés au Journal officiel. Après concertation, la très grande majorité des départements a accepté le transfert qui s'est opéré dès 1972. En ce qui concerne le département du Gers, le transfert est acté avec un arrêté interministériel publié au journal officiel le 16 décembre 1972.

### XXIesiècle

#### Réforme de 2005
Une nouvelle vague de transferts de routes nationales vers les départements intervient avec la loi du 13 août 2004 relative aux libertés et responsabilités locales, un des actes législatifs entrant dans le cadre des actes II de la décentralisation où un grand nombre de compétences de l'État ont été transférées aux collectivités locales. Dans le domaine des transports, certaines parties des routes nationales sont transférées aux départements et, pour une infime partie, aux communes (les routes n'assurant des liaisons d'intérêt départemental).
Le décret en Conseil d’État définissant le domaine routier national prévoit ainsi que l’État conserve la propriété de 8 000 kilomètres d’autoroutes concédées et de 11 800 kilomètres de routes nationales et autoroutes non concédées et qu'il cède aux départements un réseau de 18 000 kilomètres.
Dans le département du Gers, le transfert est décidé par arrêté préfectoral signé le 23 décembre 2005. 36 kilomètres de routes nationales sont déclassées. La longueur du réseau routier national dans le département passe ainsi de 275 kilomètres en 2004 à 244 en 2006 pendant que celle du réseau départemental s'accroît de 3 515 à 3 551 kilomètres.

## Caractéristiques

### Consistance du réseau
Le réseau routier comprend cinq catégories de voies : les autoroutes et routes nationales appartenant au domaine public routier national et gérées par l'État, les routes départementales appartenant au domaine public routier départemental et gérées par le Conseil général du Gers et les voies communales et chemins ruraux appartenant respectivement aux domaines public et privé des communes et gérées par les municipalités. Le linéaire de routes par catégories peut évoluer avec la création de routes nouvelles ou par transferts de domanialité entre catégories par classement ou déclassement, lorsque les fonctionnalités de la route ne correspondent plus à celle attendues d'une route de la catégorie dans laquelle elle est classée. Ces transferts peuvent aussi résulter d'une démarche globale de transfert de compétences d'une collectivité vers une autre.
Au 31 décembre 2011, la longueur totale du réseau routier du département du Gers est de 10 747 kilomètres, se répartissant en 0 kilomètres d'autoroutes, 237 kilomètres de routes nationales, 3 561 kilomètres de routes départementales et 6 949 kilomètres de voies communales.
Il occupe ainsi le 55e rang au niveau national sur les 96 départements métropolitains quant à sa longueur et le 68e quant à sa densité avec 1,7 kilomètre par kilomètre carré de territoire.
Les principales routes nationales dans le département sont la route nationale 124 doublée en voie express de Toulouse à Auch, la route nationale 21 qui relie Auch à Tarbes et à Agen et la route nationale 524 de l'itinéraire à grand gabarit d'Airbus qui relie Langon (pour océan atlantique) à Blagnac dans le Toulouse Métropole.
Trois grandes réformes ont contribué à faire évoluer notablement cette répartition : 1930, 1972 et 2005.
L'évolution du réseau routier entre 2002 et 2017 est présentée dans le tableau ci-après.
|                        | 2002   | 2003   | 2004   | 2005   | 2006   | 2007   | 2008   | 2009   | 2010   | 2011   | 2012   | 2013   | 2014   | 2015   | 2016   | 2017   |
| ---------------------- | ------ | ------ | ------ | ------ | ------ | ------ | ------ | ------ | ------ | ------ | ------ | ------ | ------ | ------ | ------ | ------ |
| Autoroutes             | 0      | 0      | 0      | 0      | 0      | 0      | 0      | 0      | 0      | 0      | 0      | 0      | 0      | 0      | 0      | 0      |
| Routes nationales      | 271    | 272    | 275    | 236    | 244    | 237    | 239    | 238    | 237    | 237    | 236    | 237    | 237    | 237    | 237    | 237    |
| Routes départementales | 3 531  | 3 534  | 3 515  | 3 515  | 3 551  | 3 551  | 3 552  | 3 552  | 3 552  | 3 561  | 3 558  | 3 558  | 3 558  | 3 558  | 3 558  | 3 558  |
| Voies communales       | 6 736  | 6 741  | 6 762  | 6 808  | 6 824  | 6 860  | 6 860  | 6 941  | 6 949  | 6 949  | 7 029  | 7 128  | 7 128  | 7 150  | 7 164  | 7 229  |
| TOTAL                  | 10 538 | 10 547 | 10 552 | 10 559 | 10 619 | 10 648 | 10 651 | 10 731 | 10 738 | 10 747 | 10 823 | 10 923 | 10 923 | 10 945 | 10 959 | 11 024 |

### Sécurité
Les réseaux routiers dans le Gers sont confrontés au défi de la sécurité : le département du Gers est l'un des 4 départements parmi les 14 départements d'Occitanie dont le taux de tués par millions d'habitants est supérieur à 75.
Sur la période 2016-2020, 25 % des accidents mortels ont eu lieu sur route nationale et 50 % sur route départementale.
La route nationale 124 est la plus accidentogène du département entre 2006 et 2015. En effet, avec 29 tués pour 69 kilomètres de voie, l'accidentalité est de 0,42 tués par kilomètre, soit l'accidentalité la plus élevée du Gers sur cette période.
La route nationale 21 est la deuxième plus accidentogène du département entre 2006 et 2015. En effet, avec 26 tués pour 98 kilomètres de voie, l'accidentalité est de 0,265 tués par kilomètre, soit la deuxième accidentalité la plus élevée du Gers sur cette période.
Toujours sur la période entre 2006 et 2015, le département compte 179 personnes tuées sur route sans séparateur médian, pour un réseau de 3 719 kilomètres de routes sans séparateur médian et de 14 kilomètres à 2X2 voies.
Le département envisage de reprendre les routes nationales.

### Vitesse
En 2021, le département envisage d'augmenter la limitation de vitesse de 80 km/h à 90 km/h:
Il s'agit de relier à cette vitesse les communes Nogaro - Condom  (D931), Condom-Auch  (D930), Auch-Masseube (D929), Lombez-L'Isle-Jourdain (D634) et  L'Isle-Jourdain-Fleurance (D654).

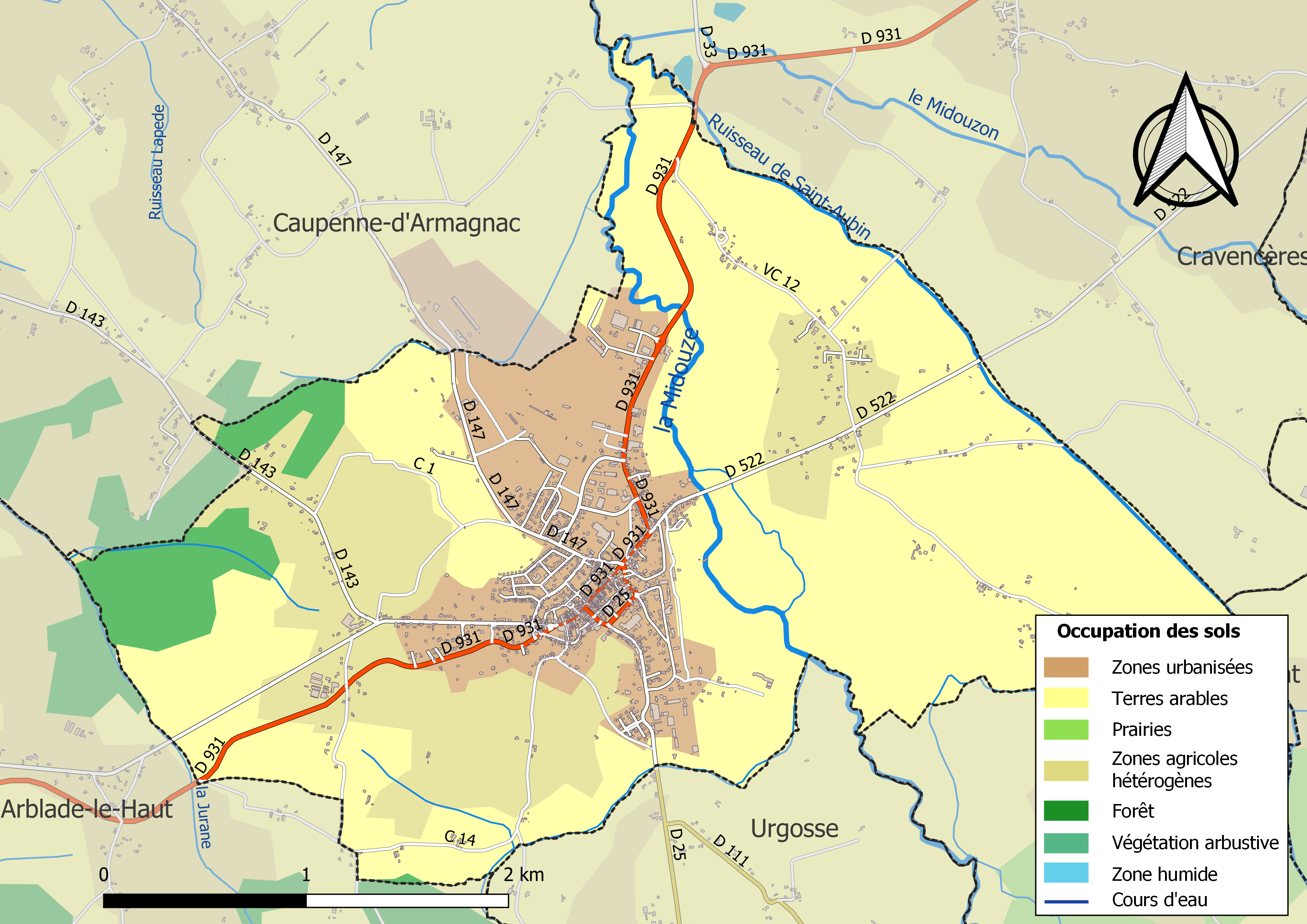
Nogaro, D931 au nord vers l'est
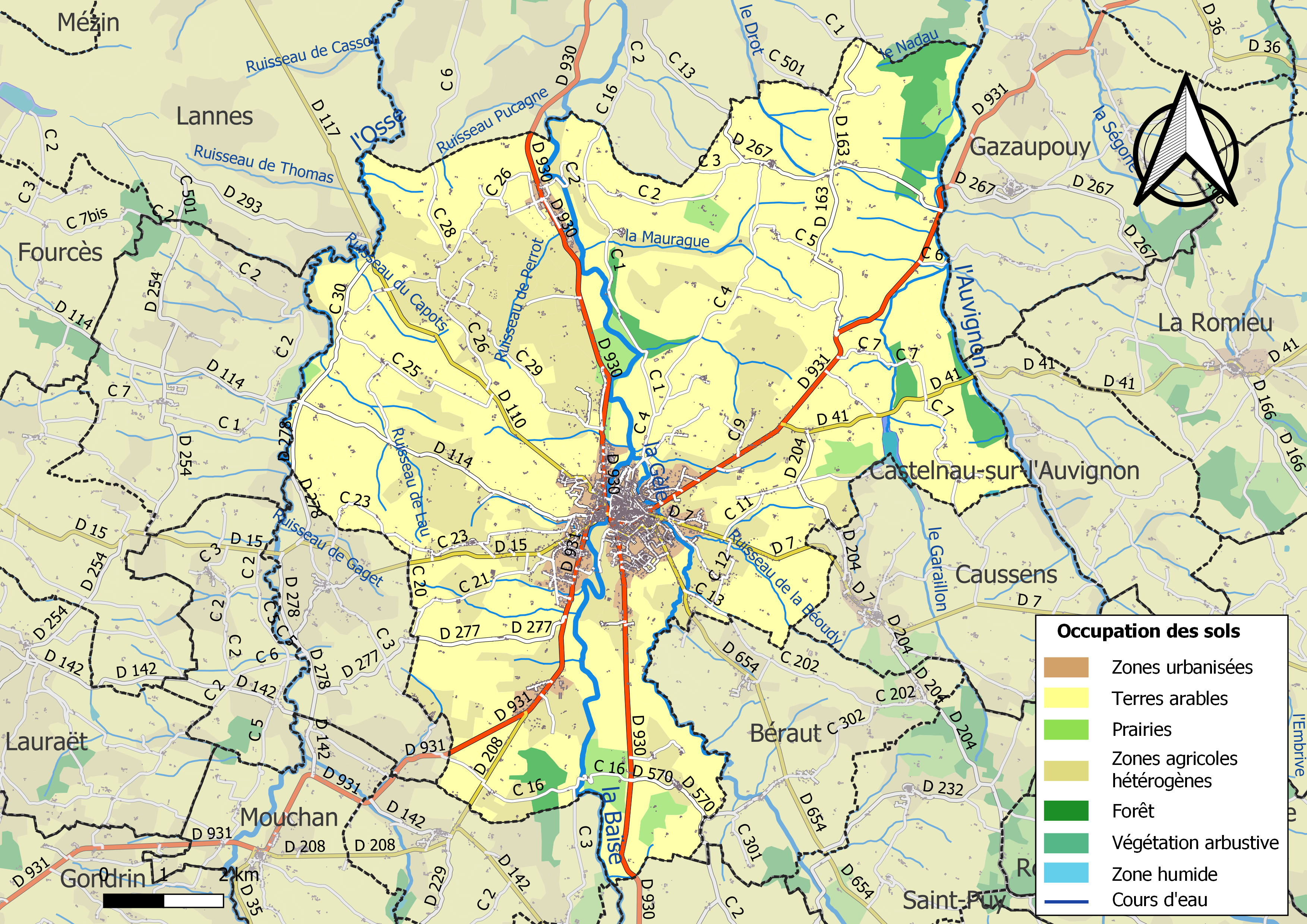
Comdom, D930 et D931, nord-sud,est-ouest, 2018
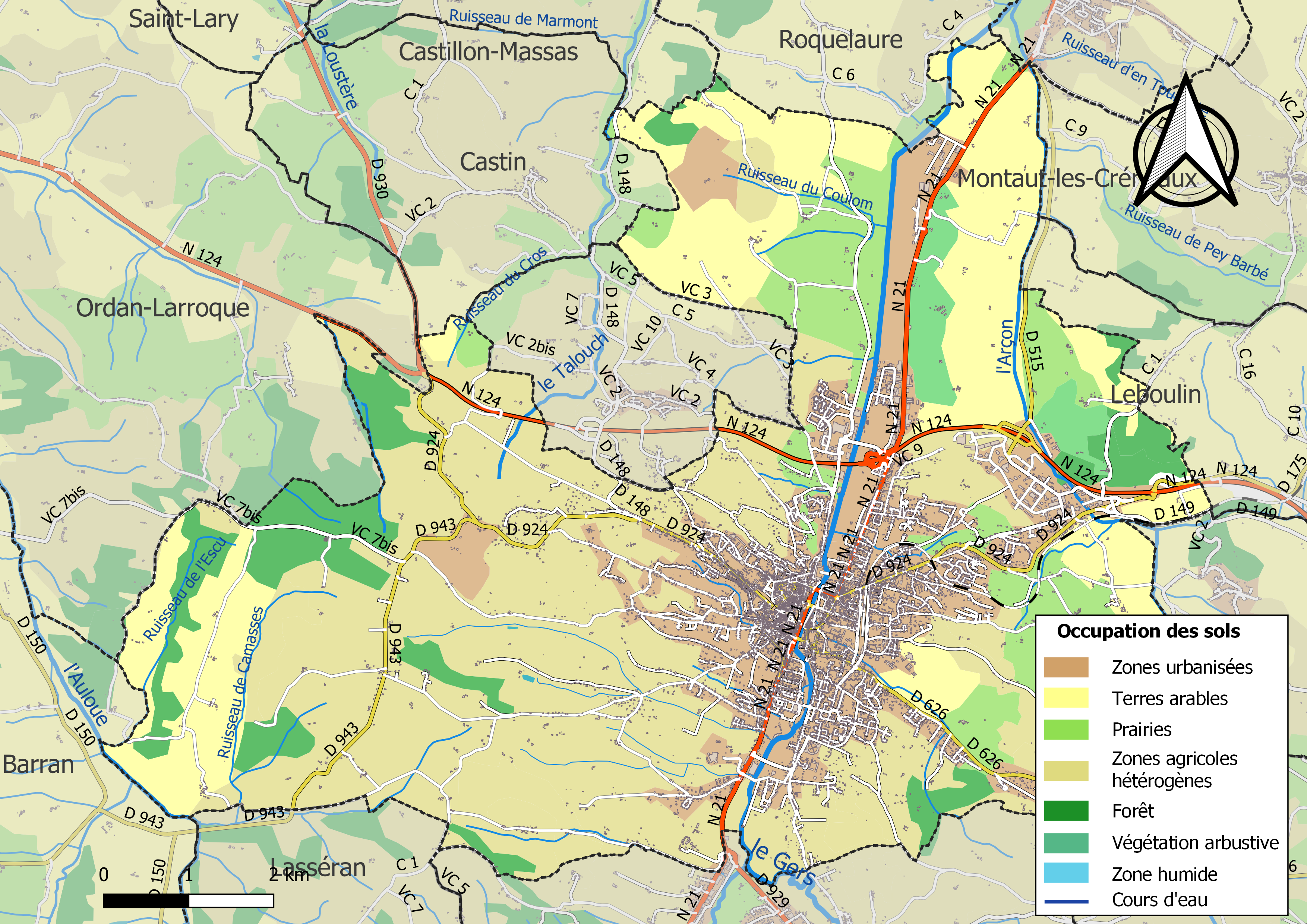
Auch, D930 au nord, D929 au sud
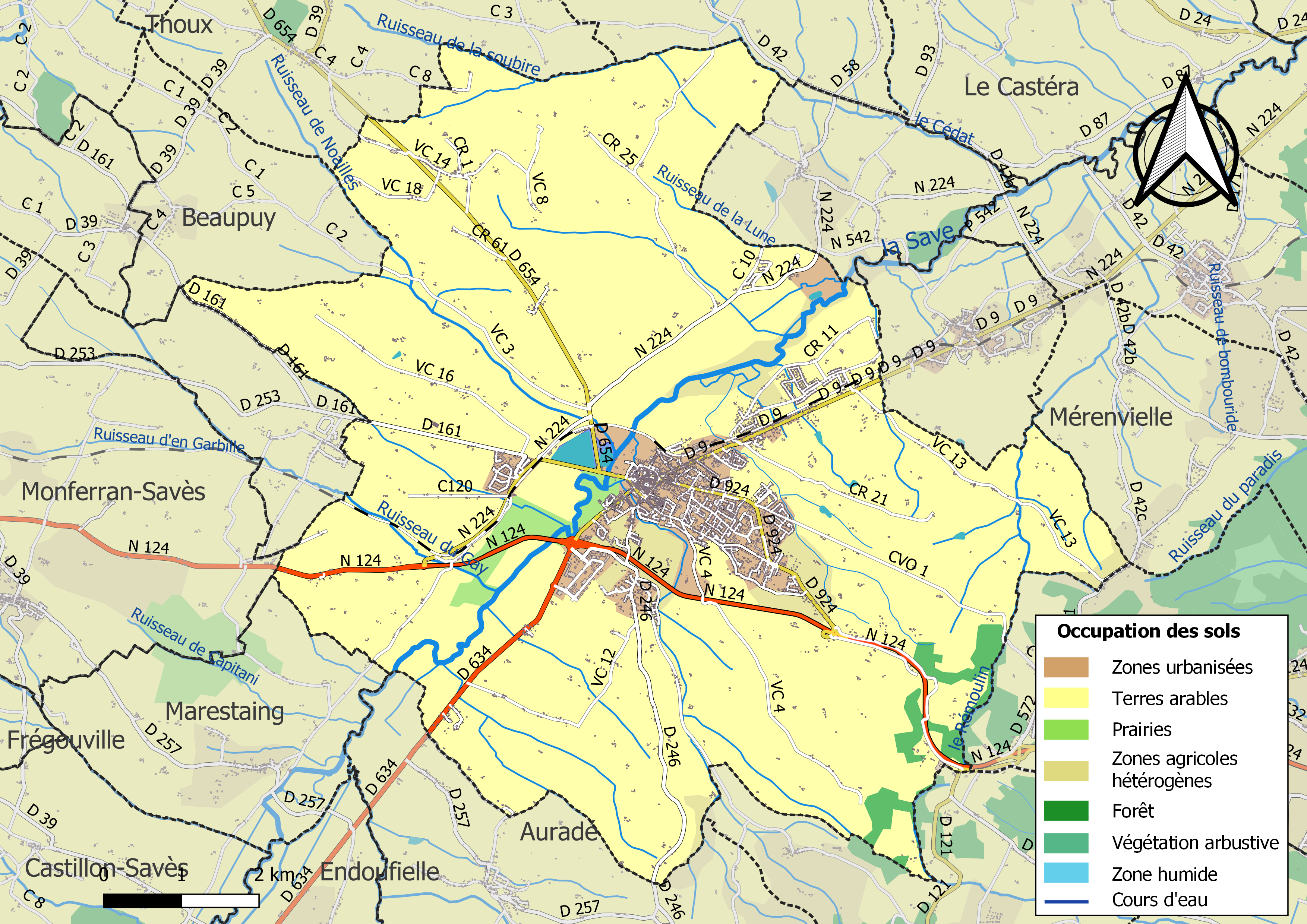
L'Isle Jourdain D634 au sud et D654 au nord

En 2022, la RD 632 de Lombez à la Haute-Garonne, la RD 654, entre Fleurance et L’Isle-Jourdain et la RD 928, de Solomiac à Aubiet, et la RD 634, entre L'Isle-Jourdain et Lombez, et la RD 929, de Pavie à la limite des Hautes-Pyrénées sont passés à 90 km/h.

## Réalisations ou événements récents
La route nationale 124 entre Toulouse et Auch est en cours de doublement.